# Czernidłówka szpiczasta

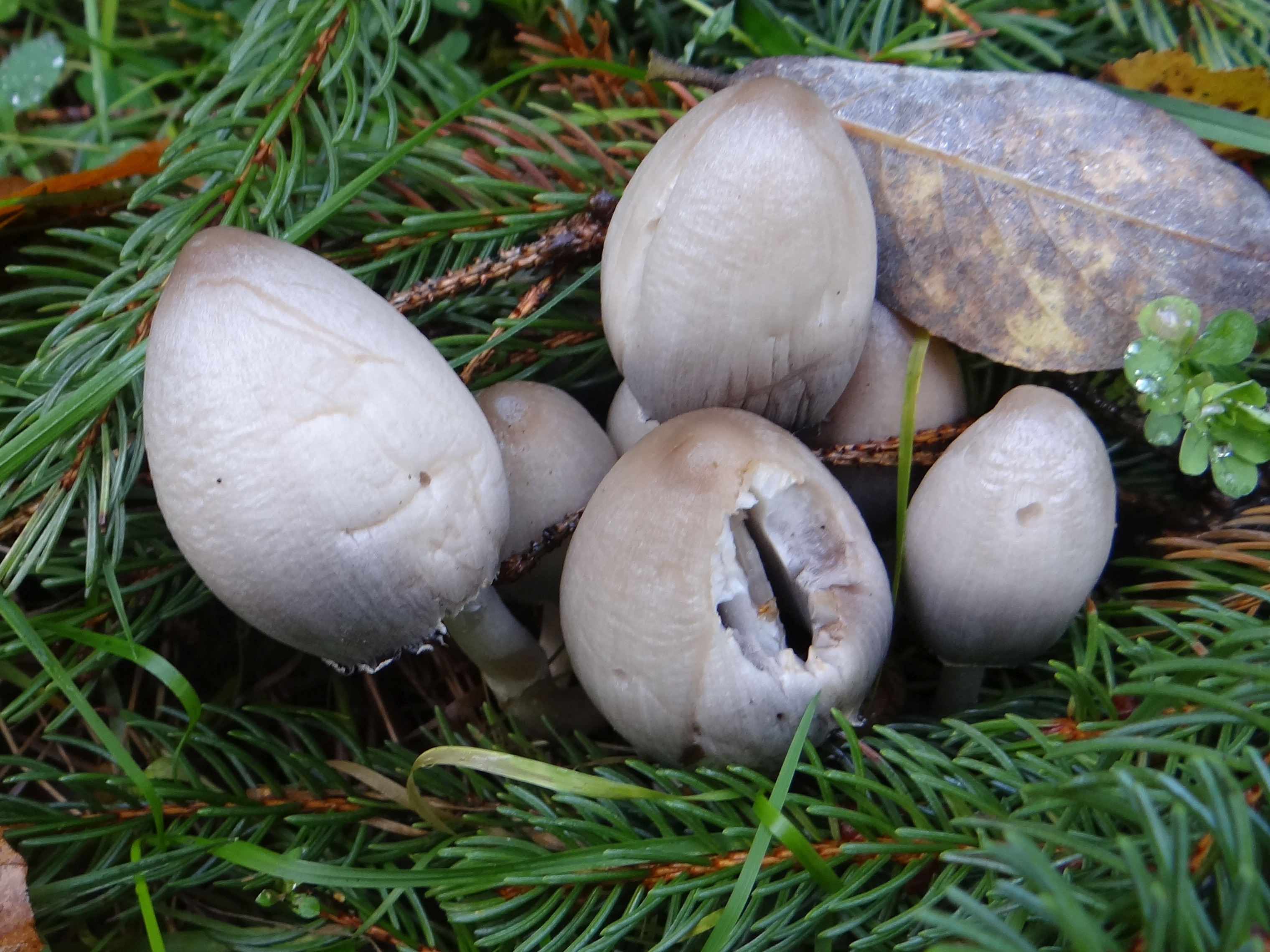

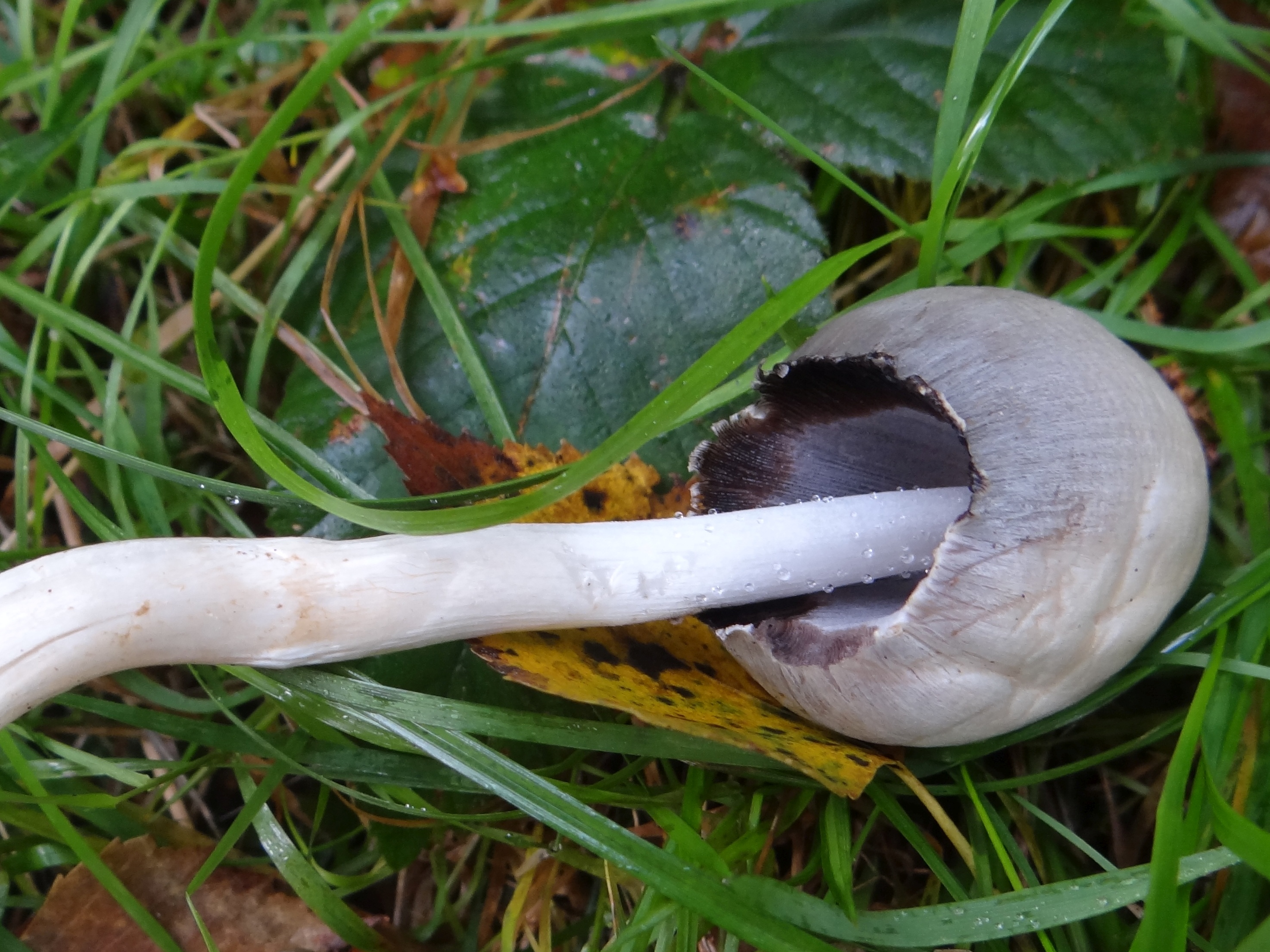

Czernidłówka szpiczasta (Coprinopsis acuminata (Romagn.) Redhead, Vilgalys & Moncalvo) – gatunek grzybów należący do rodziny kruchaweczkowatych (Psathyrellaceae).

## Systematyka
Pozycja w klasyfikacji według Index Fungorum: Coprinopsis, Psathyrellaceae, Agaricales, Agaricomycetidae, Agaricomycetes, Agaricomycotina, Basidiomycota, Fungi.
Po raz pierwszy opisał go w 1851 r. Henri Charles Louis Romagnesi jako odmianę czernidłaka pospolitego, nadając mu nazwę Coprinus atramentarius var. acuminatus. W wyniku badań filogenetycznych prowadzonych na przełomie XX i XXI wieku mykolodzy ustalili, że jest to odrębny gatunek. Obecną, uznaną przez Index Fungorum nazwę nadali mu Redhead, Vilgalys i Moncalvo w 2001 r.
Synonimy:
- Coprinus acuminatus (Romagn.) P.D. Orton 1969
- Coprinus atramentarius var. acuminatus Romagn. 1951[2].

## Morfologia
Kapelusz
Jest podobny do czernidłaka pospolitego, ale mniejszy i bardziej stożkowaty. Średnica początkowo 2–3 cm, potem do 5 cm, początkowo jajowaty, później dzwonkowaty. Powierzchnia za młodu brązowo-ochrowa, później szarobrązowa, włóknista, często z kontrastującym guzkiem na środku. U starszych okazów brzeg kapelusza pęka na płaty, które odginają się na boki i do góry, a kapelusz zamienia się w czarną masę wskutek autolizy.
Blaszki
Gęste, wolne lub ściśle przyrośnięte, początkowo szarobiałe, później czarne, ulegające autolizie.
Trzon
Wysokość 4–13 cm, grubość 3–5 mm, cylindryczny. Powierzchnia biała, drobno jedwabiście włóknista.
Miąższ
Biały, kruchy, po dojrzeniu ulega autolizie. Przed autolizą bez zapachu, o łagodnym smaku.
Cechy mikroskopowe
Podstawki 14–26 × 6,5–8 µm, pleurocystydy 80–140 × 18–28 µm, cheilocystydy 60–100 × 18–28 µm. Zarodniki eliptyczne, o wymiarach 8–10,5 × 4–5 µm, ciemno rdzawobrązowe, z porą rostkową na środku.
Gatunki podobne
Coprinopsis romagnesiana odróżnia się charakterystyczne kontrastującymi łuskami na kapeluszu i na skórze.

## Występowanie i siedlisko
Podano stanowiska Coprinopsis acuminata w Ameryce Północnej, w Chile, Europie, azjatyckiej części Rosji i Japonii. Najwięcej stanowisk podano w Europie. W wykazie podstawkowych grzybów wielkoowocnikowych W. Wojewody z 2003 r. brak tego gatunku. Po raz pierwszy jego stanowiska w Polsce podano w 2009 r. (jako Coprinus acuminatus) Aktualne stanowiska podaje także internetowy atlas grzybów. Jest w nim zaliczony do gatunków rzadkich i wartych objęcia ochroną.
Naziemny grzyb saprotroficzny. Występuje na żyznej ziemi w lasach liściastych, na trawiastych drogach, w lasach, zaroślach, parkach i ogrodach. Owocniki tworzy od maja do listopada.

## Własności trujące
Podobnie jak czernidłak pospolity jest grzybem trującym w połączeniu z alkoholem. Zawiera trującą koprynę, która zapobiega rozkładowi alkoholu przez organizm i może powodować zatrucie z bólami głowy, kołataniem serca i wymiotami.